# لوسالا
لوسالا هو فيلم درامي كيني لعام 2019 من تأليف سيلاس ميامي ووانجيري جاكورو وأوبرا أويوجي، وإخراج موغامبي نثيغا في أول ظهور له كمخرج. قام ببطولة الفيلم برايان أوجولا وأليس وانجاري وستيسي واويرو ومكامزي مواتيلا وألان أويوجي. الفيلم مأخوذ عن حياة الشاب لوسالا البالغ من العمر 22 عامًا، والذي وقع بين مشاكل صحته العقلية الشخصية وتأثُّر أخيه. أطلِق الفيلم لأول مرة في كينيا في 6 يونيو 2019 خلال مهرجان NBO السينمائي وعُرِض أيضًا في عدد قليل من المهرجانات السينمائية الدولية الأخرى.

## طاقم العمل
- بريان أوغولا في دور لوسالا
- أليس وانجاري بدور جوما
- ستيسي واويرو بدور بخيتة
- مكامزي مواتيلا بدور بياتريس
- آلان أويوجي بدور أنسموس
- إيدي كيماني بدور ماكس
- تشارلي كرومي بدور مصور
- نايس غيتينجي
- جيتورا كاماو في دور سوسبيتر

## الملخص
لوسالا (بريان أوغولا) شاب يتم إنقاذه من والده المدمن على الكحول وينتقل للعيش مع عائلة ثرية في نيروبي عاصمة كينيا. تبناه عمه أنسموس (آلان أويوجي) وعمته بياتريس (مكامزي مواتيلا) من ريف كينيا منذ حوالي اثني عشر عامًا. قاما بتربيته مع ابنتهم الوحيدة جوما (أليس وانجاري). ذات مرة عندما علمت بياتريس بعاطفة شقيقة لوسالا تجاه جوما طلبت من زوجها توجيه لوسالا لبدء حياة بمحض إرادته. سرعان ما حصل لوسالا على وظيفة وانتقل إلى شقة في نيروبي قريبة جدًا من مكان عمله بمساعدة عمه. تتحول الأمور بسرعة حيث تكتشف بخيتة شقيقة لوسالا الصغرى (ستيسي واويرو) التي كانت في مدرسة داخلية الشقة التي تعيش فيها لوسالا.

## الإنتاج
ظهر مخرج الفيلم لأول مرة من خلال هذا المشروع وعاد إلى كينيا بعد التحاقه بأكاديمية الأفلام في بادن فورتمبيرغ لفترة وجيزة لمدة خمسة أشهر. أُنتِج الفيلم بشكل مشترك من قبل استوديو الإنتاج الألماني ون فاين داي فيلم وجينجر إنك أفلام أفريقيا. مُوِّل المشروع أيضًا من قبل الوزارة الفيدرالية الألمانية للتعاون الاقتصادي والتنمية.

## الإصدار
أُصدِر الفيلم في البداية في 6 يونيو 2019 في الطبعة الثالثة من مهرجان نيروبي السينمائي وفتح أمام التعليقات الإيجابية من النقاد. أختير الفيلم أيضًا ليتم عرضه لأول مرة في عدد قليل من المهرجانات السينمائية الأخرى. كما عُرِض لأول مرة في مهرجان روتردام السينمائي الدولي في 27 يناير 2020، كما عُرِض لأول مرة في مهرجان غوتبورغ السينمائي في السويد في 31 يناير 2020.
عُرِض أيضًا في مهرجان تورنتو للأفلام السوداء في 16 فبراير 2020 وأختير أيضًا ليُعرَض لأول مرة في مهرجان مونتريال الدولي للأفلام السوداء في سبتمبر 2020. عُرِض الفيلم أيضًا في مهرجان ديربان السينمائي الدولي لعام 2020. وبُثَّ أيضًا عبر شوماكس في 17 ديسمبر 2020.

## جوائز وترشيحات
حصل الفيلم أيضًا على عدد قليل من الجوائز والترشيحات في عدد قليل من المهرجانات السينمائية الدولية. في نوفمبر 2020 فاز الفيلم بجائزة ريمباود في مهرجان رامبز للسينما الذي أقيم في أقدم سينما نشطة في العالم في فرنسا.
| عام  | جائزة                          | فئة             | نتيجة |
| ---- | ------------------------------ | --------------- | ----- |
| 2019 | جوائز كلاشا                    | أفضل فيلم       | رُشِّح   |
| 2019 | جوائز كلاشا                    | أفضل ممثل رئيسي | رُشِّح   |
| 2020 | مهرجان ديربان السينمائي الدولي | أفضل فيلم       | رُشِّح   |
| 2020 | رامبو للسينما                  | جائزة رامبو     | فوز   |

## روابط خارجية
- لوسالا  في قاعدة بيانات الأفلام على الإنترنت (بالإنجليزية)